# سيرغي خيزنيتشينكو
سيرغي خيزنيتشينكو (بالروسية: Хижниченко, Сергей Александрович)‏ (مواليد 17 يوليو 1991 في أوسكيمين) لاعب كرة قدم كازاخستاني دولي يجيد اللعب في خط الهجوم . يلعب حاليا لصالح نادي لوكوموتيف أستانا الكازاخستاني منذ 2010 .

## روابط خارجية
- سيرغي خيزنيتشينكو على موقع الاتحاد الأوربي (الإنجليزية)
- سيرغي خيزنيتشينكو على موقع قاعدة بيانات كرة القدم.إي يو (الإنجليزية)
- سيرغي خيزنيتشينكو على موقع ناشيونال فوتبول تيمز (الإنجليزية)
- سيرغي خيزنيتشينكو على موقع Soccerway.com (الإنجليزية)
- سيرغي خيزنيتشينكو على موقع عالم كرة القدم.نت (الإنجليزية)
- سيرغي خيزنيتشينكو على موقع AS.com (الإسبانية)